# فهرست قنات‌های شهرستان نقده
جدول زیر براساس آمار وزارت جهاد کشاورزی تهیه شده‌است. فهرست زیر قنات‌های شهرستان نقده در استان آذربایجان غربی را نشان می‌دهد.
| نام قنات      | موقعیت                       | نزدیک‌ترین روستا | طول قنات (متر) | تعداد میله چاه | عمق مادر چاه | دبی (لیتر بر ثانیه) | سطح زیر کشت (هکتار) |
| ------------- | ---------------------------- | --------------- | -------------- | -------------- | ------------ | ------------------- | ------------------- |
| تازه کنددیم   | بخشی نامعلوم در شهرستان نقده | تازه کنددیم     | ۲۰۰            | ۰              | ۰            | ۳                   | ۰                   |
| حاجی خان      | بخشی نامعلوم در شهرستان نقده | کهریزه عجم      | ۲۵۰            | ۰              | ۰            | ۱۰                  | ۰                   |
| خندق          | بخشی نامعلوم در شهرستان نقده | کهریزه عجم      | ۶۰۰            | ۰              | ۰            | ۱۰                  | ۱۶                  |
| قره بلاغ      | بخشی نامعلوم در شهرستان نقده | قره بلاغ        | ۲۰۰            | ۰              | ۰            | ۵                   | ۰                   |
| میرحسین طاهری | بخشی نامعلوم در شهرستان نقده | کهریزه عجم      | ۲۵۰            | ۰              | ۰            | ۱۲                  | ۵۰                  |
| میرحیدرظاهری  | بخشی نامعلوم در شهرستان نقده | کهریزه عجم      | ۳۶۰            | ۰              | ۰            | ۱۵                  | ۲۰                  |
| یاره کو       | بخشی نامعلوم در شهرستان نقده | یاره کو         | ۸۰۰            | ۰              | ۰            | ۳                   | ۳۰                  |